# Arianna Castiglioni
Arianna Castiglioni (Busto Arsizio, 15 agosto 1997) è una nuotatrice italiana.

## Carriera
Specializzata nelle distanze brevi della rana, ha vinto il suo primo titolo italiano assoluto nel 2014 nei 100 m durante i campionati italiani primaverili di Riccione, con il tempo di 1'08"13, conquistando anche la qualificazione ai campionati europei di Berlino.
Il 20 agosto 2014, a soli 17 anni, all'esordio assoluto in una finale dei campionati europei conquista la medaglia di bronzo con il tempo di 1'07"36.
Dopo l'exploit di Berlino 2014, la ranista azzurra partecipa nel dicembre dello stesso anno ai campionati mondiali di Doha in vasca corta. In questa competizione non riesce a conquistare la medaglia ma stabilisce il suo nuovo personale nei 100 metri rana, abbassando di quasi due decimi il precedente. Di lì a poco si arruola nel Gruppo Sportivo Fiamme Gialle.
Nel 2015 ha partecipato ai mondiali di Kazan 2015, dove abbassando il suo personale a 1'06"95 ha ottenuto l'accesso alla finale. Ha centrato la finale anche nella staffetta 4x100 metri misti mista insieme a Piero Codia, Simone Sabbioni e Silvia Di Pietro, conclusa al sesto posto e con l'ottenimento del record italiano.
Ai Giochi olimpici di Rio De Janeiro manca per una posizione la semifinale dei 100 metri rana piazzandosi al diciannovesimo posto; tuttavia centra (insieme alle compagne di squadra Federica Pellegrini, Ilaria Bianchi e Carlotta Zofkova) la finale della staffetta 4x100 metri misti, dove si classifica all'ottavo posto con il nuovo record italiano assoluto della distanza.
Ai campionati mondiali di Gwangju 2019, invece, centra la finale dei 100 metri rana, conclusa all'8º posto. Nel 2021 conquista un argento ed un bronzo agli europei di Budapest, e torna dagli europei in corta di Kazan' con un oro ed un bronzo.

## Primati personali (vasca lunga)
| Distanza           | Tempo          |
| ------------------ | -------------- |
| 50 m rana          | 29"86 (2021)   |
| 100 m rana         | 1'05"67 (2021) |
| 200 m rana         | 2'26”52 (2021) |
| 50 m stile libero  | 26"14 (2018)   |
| 100 m stile libero | 55"98 (2018)   |

## Palmarès

### Competizioni internazionali
| Campionati europei       | 50 m rana               | 100 m rana      | 4x100 m misti           | 4x100 m mx mista        |
| 2014 Berlino Germania    | 12ª in semifinale 31"53 | Bronzo 1'07"36  | ---                     | ---                     |
| 2016 Londra Regno Unito  | ---                     | ---             | Bronzo 4'03"49 batteria | ---                     |
| 2018 Glasgow Regno Unito | Bronzo 30"41            | Bronzo 1'06"54  | ---                     | Bronzo 3'47"73 batteria |
| 2020 Budapest Ungheria   | ---                     | Argento 1'06"13 | Bronzo 3'56"30          | ---                     |
| Europei in vasca corta   | 50 m rana               | 100 m rana      | 4x50 m misti            |                         |
| 2019 Glasgow Regno Unito |                         | Argento 1'05"01 | Argento 1'44"92         |                         |
| 2021 Kazan Russia        | Oro 29"66               |                 | Bronzo 1'44"46          |                         |
| Giochi del Mediterraneo  | 50 m rana               | 100 m rana      | 4x100 m misti           |                         |
| 2018 Tarragona Spagna    | Oro 31"07               | Bronzo 1'07"85  | Oro 3'58"27             |                         |

### Campionati italiani
20 titoli individuali e 3 in staffetta, così ripartiti:
- 9 nei 50 m rana
- 11 nei 100 m rana
- 3 nella 4x100 m misti

| Anno | Edizione    | rana 50 m | rana 100 m | rana 200 m | misti 4x100 m | stile libero 4x100 m |
| ---- | ----------- | --------- | ---------- | ---------- | ------------- | -------------------- |
| 2013 | Invernali   | 2         | 2          | -          | -             | -                    |
| 2014 | Primaverili | 2         | 1          | -          | -             | -                    |
| 2014 | Estivi      | 1         | 1          | -          | nd            | -                    |
| 2014 | Invernali   | 1         | 1          | -          | -             | -                    |
| 2015 | Primaverili | 1         | 1          | -          | -             | -                    |
| 2015 | Invernali   | 2         | 2          | -          | 2             | -                    |
| 2016 | Primaverili | 2         | 3          | -          | 2             | -                    |
| 2016 | Invernali   | 2         | 1          | -          | 3             | -                    |
| 2017 | Primaverili | 1         | 2          | -          | 2             | -                    |
| 2017 | Estivi      | 1         | -          | -          | nd            | -                    |
| 2017 | Invernali   | 1         | 2          | -          | nd            | -                    |
| 2018 | Primaverili | 1         | 1          | -          | 3             | -                    |
| 2018 | Estivi      | 1         | 1          | -          | nd            | -                    |
| 2018 | Invernali   | -         | 2          | -          | nd            | -                    |
| 2019 | Primaverili | 3         | 2          | -          | 2             | -                    |
| 2019 | Estivi      | -         | 1          | -          | nd            | -                    |
| 2019 | Invernali   | 3         | 1          | -          | nd            | -                    |
| 2020 | Estivi      | 3         | 1          | -          | nd            | -                    |
| 2020 | Invernali   | 3         | 3          | -          | nd            | -                    |
| 2021 | Primaverili | 3         | 2          | -          | nd            | -                    |
| 2021 | Invernali   | 1         | 1          | -          | nd            | -                    |
| 2022 | Primaverili | 2         | 2          | 3          | 1             | 2                    |
| 2022 | Estivi      | 2         | 2          | -          | nd            | nd                   |
| 2022 | Invernali   | 3         | 2          | -          | nd            | nd                   |
| 2023 | Primaverili | 2         | 3          | -          | 1             | -                    |
| 2023 | Invernali   | 3         | 2          | -          | -             | -                    |
| 2024 | Primaverili | 2         | 3          | -          | 1             | 2                    |
| 2024 | Invernali   | 2         | 2          | -          | -             | -                    |
| 2025 | Primaverili | 2         | 3          | -          | -             | 3                    |

nd = non disputata

### Altre competizioni
EYOF 2011: bronzo nei 200m misti, argento nella 4x100 m mista.